# Àkhila I
Àkhila I fou rei dels visigots del 549 al 554.

## Accés al tron
Àkhila, de sang estrictament visigoda, va pujar al tron a finals del 549, i des de l'any següent va combatre contra Còrdova, probablement rebel·lada, encara que Abadal opina que fins i tot no havia caigut sota control visigot (com una bona part de la Bètica). Isidor de Sevilla narra que el rei visigot va profanar la tomba cordovesa del màrtir Aciscle, la qual cosa li reprotxa, i que és un fet poc corrent dins de la tradicional tolerància dels reis arrians amb el catolicisme. És possible que fora aquesta profanació la que motivés la revolta.

## Derrota davant els rebels de Còrdova
En el primer combat el rei va perdre la batalla, un fill, el gruix de l'exèrcit i el tresor real (que pel que sembla els reis portaven el tresor a les guerres), devent retirar-se precipitadament cap a Mèrida, capital de la província de Lusitània. La situació de debilitat del regne va poder encoratjar altres rebel·lions, i facilitar les incursions dels vascons.

## Rebel·lió d'Atanagild
Aprofitant la situació es va rebel·lar (551) un noble anomenat Atanagild, qui va fixar la seva residència a Sevilla, capital de la província Bètica (o de la part d'aquesta dominada pels visigots). Encara que no existeix cap prova de relacions entre els cordovesos i Atanagild, és molt probable que hi hagués una aliança formal o tàcita. La idea més generalitzada és que, amb tot, els primers combats desenvolupats en els mesos centrals de l'any, no van ser favorables al rebel, qui a finals del mateix any es va veure precisat a buscar una ajuda més important que la que podien oferir els cordovesos.
És probable que els partidaris d'Atanagild fossin membres de la facció nobiliària que en el seu moment havia recolzat a Teudisel, que com se sap va ser assassinat a Sevilla. Àkhila seria el líder de la facció rival. La successió visigoda no estava ben regulada. Es creu que quan un rei relativament poderós moria deixant un fill major d'edat, que s'hagués distingit al camp militar o polític, o que tingués un cert pes entre la noblesa, la seva elecció era un mer formulisme. Però quan un rei moria sense deixar fills (que va poder ser el cas de Teudisel) o sense haver assentat sòlidament el seu poder, els seus partidaris intentaven que fos elegit un dels seus; si ho aconseguien la situació es mantenia estable, però si no ho aconseguien, quedaven en una precària situació que fàcilment podia conduir-los a la rebel·lió, si, per exemple, temien que les seves propietats fossin confiscades pel nou rei.
Teudegisel era probablement un dels partidaris de Teudis, i havia tingut una destacada actuació militar el 541 i potser en altres moments, però després de ser assassinat sembla haver-se imposat una tendència rival. Els fracassos d'Àkhila podrien deure's a la falta del suport unànime o entusiasta de la part de la noblesa que havia recolzat abans a Teudis i a Teudisel. Si Àkhila va intentar castigar a aquesta noblesa dubtosa, no podria estranyar que esclatés una rebel·lió, i que els nobles col·loquessin al seu enfront d'un d'ells, que seria Atanagild.

## Aliança amb els romans d'Orient
Segons Isidor de Sevilla, en la seva Historia Gothorum, Atanagild va sol·licitar ajuda als romans d'Orient, l'emperador dels quals, Justinià I, va decidir trametre una expedició al comandament de Liberi, un ancià de vuitanta anys, que havia estat prefecte de Teodoric a la Gàl·lia Narbonense (quan governava en nom del seu net Amalaric), i que durant el seu govern a l'esmentada província va ser objecte d'un intent d'assassinat per part d'alguns visigots, probablement oposats a la dominació ostrogoda. No obstant això sembla que l'historiador grec Jordanes suggereix que no va ser amb Atanagild amb qui es va aliar l'Emperador Justinià, sinó amb el legítim rei Àkhila, o almenys sembla que era aquesta la versió oficial que difonia la propaganda imperial.
El suggeriment de Jordanes fa més versemblant el curs dels esdeveniments següents. I de fet Justinià havia actuat en dos casos precedents recolzant al rei legítim i no als rebels: El 533 va intervenir a Àfrica contra el príncep usurpador Gelimer (arrià) que havia enderrocat al rei Hilderic, que afavoria als catòlics, després de perdre una batalla contra els amazics; i a Itàlia, on la reina romanizant Amalasunta va ser assassinada pel seu segon espòs el rei Teodat (que després d'acusar-la d'estar en tractes amb Justinià la va fer tancar en un castell on poc després va ser assassinada), en càstig de la qual cosa va despatxar tropes l'Emperador d'Orient.
Per tant, si Isidor de Sevilla s'equivoca o falseja la realitat, la situació seria que Atanagild hauria obtingut diverses victòries militars i consolidat la seva posició o hauria obtingut l'adhesió d'almenys dues províncies (la Bètica i la Cartaginesa); en la campanya del següent any estaria en disposició de prendre el poder. Àkhila va haver de sol·licitar auxili a l'Imperi Romà d'Orient.
La derrota de Àkhila el 550 davant Còrdova va ser molt greu: es va perdre el tresor real i va morir una bona part de la noblesa (inclòs un fill del rei). La derrota encoratjaria altres rebel·lions. Segurament els vascons, simultàniament, tornaven a assolar la Vall de l'Ebre. Els càntabres es van estendre cap a La Rioja. Les tribus àsturs i el districte de Asturica havien de ser independents. Teudisel i Teudis (i abans Amalaric) van simbolitzar l'element pangot, més obert a les influències externes, mentre Àkhila representaria la reacció nacionalista visigoda. Atanagild seria l'home que els opositors escolliren per arribar al tron.

## Intervenció romana d'Orient
A l'estiu del 552 (juny o juliol segons demostració de Stein) els romans d'Orient van desembarcar en el sud o sud-est peninsular. Les forces gregues avançarien en direcció a Sevilla, des del punt de desembarcament. Assabentat Àkhila de l'arribada dels seus presumptes aliats, va reunir les seves forces i va marxar també contra Sevilla.
Basats en les notícies d'Isidor se suposa a les tropes romanes d'Orient, poc nombroses, dirigint-se a l'encontre de les forces d'Atanagild (que suposadament estaven a la defensiva) a Sevilla. Alhora, els visigots al comandament del seu rei Àkhila van marxar cap al Sud des de Mèrida (se suposa doncs a Àkhila en disposició de prendre l'ofensiva encara que, després de la derrota davant Còrdova la seva debilitat havia de ser evident). Les forces enfrontades van lliurar una batalla a prop de la capital bètica, després de la qual Àkhila va haver de retirar-se (agost o setembre del 552).
Àkhila no va fer cap moviment fins que es van acostar les forces romanes d'Orient. Àkhila estava a la defensiva, segurament esperant als romans d'Orient que constituïen la seva única esperança de victòria. Atanagild, que dominava ja com a mínim dues províncies, podia haver conclòs la guerra en el 552, però segurament tindria notícies de la imminent arribada dels romans d'Orient (notícies que els agents d'Àkhila no deixarien de difondre) i no s'atrevia a moure les seves tropes de les zones segures per no deixar els seus territoris desguarnits. En arribar els romans d'Orient Àkhila va acudir amb les seves forces, per agafar a Atanagildo en una estenalles. Com el contingent romà d'Orient era molt escàs, i estaria poc interessat a combatre (o probablement solament distreia a les forces rebels a la regió de Cartago Nova), el pes de la batalla va recaure en Àkhila, que, inferior al seu rival, va ser derrotat. Els romans d'Orient es fortificarien en algunes ciutats que havien pres en el moment del desembarcament o durant la seva marxa posterior.
Quan van arribar els romans d'Orient, Atanagild dominava la Bètica i la Cartaginesa: la batalla que es lliura al començament es va donar prop de Sevilla (a la qual va acudir el rei Àkhila) i quan els grecs van prendre Cartago Nova per la força, alguns dels seus pobladors notables van haver de fugir, i es coneix el destí d'un d'ells, potser dux, anomenat Severià (pare de Leandre i Isidor, futurs bisbes de la capital bètica) que va anar establir-se precisament a Sevilla.
Gregori de Tours diu que els últims anys de la seva vida Atanagild es va convertir secretament al catolicisme, però en tot cas la notícia no està contrastada per la seva actitud coneguda. De tota manera la indicació de Gregori no permet relacionar-la amb el període de rebel·lió, car la suposada conversió s'hauria realitzat, en tot cas, més endavant.
Basant-nos en el relat d'Isidor, es pot establir un desembarcament grec a Màlaga. El desembarcament es produiria cap a fins del mes de juny, però d'altres interpretacions suposen que és més probable que es produís en Cartago Nova. Se sap que els romans d'Orient van prendre Màlaga, però no quin any, ni si va ser una de les primeres ciutats ocupades o una de les últimes. No gaire lluny de Màlaga, a la costa africana, els romans d'Orient dominaven Septa (Ceuta) i Tingis (Tànger). El desembarcament romà d'Orient podria també haver-se efectuat a Cartago Nova, amb un magnífic port i una situació privilegiada, i posició pròxima als dominis romans d'Orient continus a Àfrica, i a les Illes Balears també romanes d'Orient, i capital d'una província (la Cartaginesa) que se suposa en mans del rebel; era allunyada de la capital rebel, Sevilla, però formava part integrant de la mateixa província on s'ubicava la capital real visigoda Toledo (no és segur que el 552 Toledo ja fora la capital permanent, i en tot cas, fins i tot sent-ho, no estava consolidada, i la residència real efectiva, en aquell moment, era Mèrida), el que feia més probable que fos important per a Àkhila (i consegüentment per als seus aliats romans d'Orient) el dominar aquesta província. Sembla poc probable que les forces gregues, no molt nombroses (els grecs estaven ocupats a Itàlia), es dividissin per desembarcar una part a Màlaga i una altra a Cartagena. El desembarcament de produir-se a Cartago Nova, va suposar el pas de tota la província a Àkhila, i una base des on podien avançar cap a la Bètica, mentre Àkhila atacava la província des de Lusitània.
Contra aquesta argumentació pot oposar-se que si els romans d'Orient haguessin volgut desembarcar en territori reial ho haguessin fet preferiblement en algun lloc del sud-oest o de la costa occidental, per reunir-se ràpidament amb les tropes reals en situació difícil; cap via important enllaçava Cartago Nova amb Mèrida, mentre que Ossonoba i altres ports a l'Algarve, i diversos ports a la costa portuguesa fins a Olissippo (Lisboa), permetien arribar a Mèrida sense dificultat mitjançant bones vies. Però si els romans d'Orient actuaven en realitat per als seus propis interessos, tindrien un major interès a dominar el nucli central del regne que a reforçar directament al seu aliat.
La dominació de Malàga pels visigots abans del desembarcament grec ha estat donat sempre per segura. Els visigots haurien dominat la Bètica a finals del segle V, o màxim uns anys després, i durant els regnats d'Amalaric o Teudis, s'hauria assegurat el domini de la zona de l'Estret (abans del 533); des de Sevilla (ocupada en data indeterminada) haurien seguit la costa cap a Gades, Gisgonza o Sagontia, Asidona, la zona de l'Estret, i la costa fins a Màlaca i Abdera, per enllaçar amb els dominis costaners de la Cartaginesa. Les regions de l'interior s'haurien resistit més temps (en la tesi d'Abadal mai haurien estat preses i l'atac d'Àkhila a Còrdova constituiria una continuació de la conquista de la Bètica). La situació en la Bètica era incerta; no consta el domini visigot ni a Còrdova, ni a altres ciutats com Granada (Iliberis), Écija (Astigi), Cabra (Egara), a més de Màlaga (Màlaca).
No se sap a quina data van prendre els romans d'Orient Cartago Nova, però en tot cas no va ser després de l'estiu del 555, pocs mesos després de l'assassinat de Àkhila el mes de març de l'esmentat any. La presa de Cartago Nova va ser per la força, i molts notables locals van haver de sortir de la ciutat. Tenim el cas de la família de Leandre de Sevilla. Encara que es tractava d'una família catòlica, fins i tot probablement d'origen grec per part de mare (doncs dels quatre fills dos almenys porten nom grec: Leandre i Isidor), i el pare tenia una alta posició (fins i tot és possible que fora en aquell moment, hagués estat abans, o fora més tard, dux), tots ells no van vacil·lar a abandonar la ciutat i van donar repetides mostres d'hostilitat als romans d'Orient. Aquesta família en abandonar Cartago Nova es va establir a Sevilla, centre del poder d'Atanagild. Com no se sap de cap expedició romana d'Orient anterior al 555 (llevat de la de 552) hem de suposar que una capital provincial bé emmurallada com Cartago Nova, va haver de ser presa per mar en els inicis de la presència romana d'Orient en el Regne Visigot.
No existia una via que enllacés Cartago Nova i Màlaga, si bé podia arribar-se a ella per la via que portava a Ilorcis - avui Llorca-, Basti - avui Baza- i Acci -avui Guadix-, i des d'allà tornava a la costa en Urci -entre Almeria i Cartagena-, Murgis -al nord d'Almeria-, Turaniana -al nord d'Almeria i al sud de Murgis-, Abdera -voltants d'Almeria- i Màlaca)

## Darrers anys del regnat
La lluita va prosseguir dos anys més (553 i 554) sense que ni un ni altre bàndol aconseguiren cap victòria decisiva. Segurament els grecs es van dedicar a consolidar el seu poder en Cartago Nova, Basti, Acci, Abdera, Màlaca i la zona de l'Estret de Gibraltar, impossibilitant a Atanagild de derrotar el seu rival, però sense aconseguir cap èxit decisiu que fes perillar la posició del rebel, al qual seguiria lleial una part de la Bètica i és possible que també una part de la Cartaginesa.

## Assassinat del rei
Finalment, Àkhila va ser assassinat a Mèrida (març del 555) i la noblesa visigoda va reconèixer a Atanagild. És molt probable que l'assassinat de Àkhila es produís per instigació de l'Imperi Romà d'Orient. Efectivament sabem que la mort del protegit de Bizanci havia estat l'excusa perfecta de Justinià per conquistar Àfrica i Itàlia. La mort de Àkhila, i la proclamació de Atanagild, sens dubte per nobles manipulats per agents romans d'Orient, donava una excusa convincent a Justiniano per actuar en el seu propi benefici, una vegada que acabava (554) el seu esforç militar a Itàlia.
Àkhila era el quart rei consecutiu assassinat a mans dels seus súbdits per tal cosa no pot estranyar el comentari de Gregori de Tours, qui en ocasió de l'assassinat de Teudisel assegurava que els gots havien adoptat la perversa costum de matar per l'espasa als reis que no els complaien, substituint-lo per qualsevol altre del seu grat (Gregori anomenava a aquesta actitud el "mal dels gots" o "morbus gothorum". No obstant això cal considerar que la monarquia visigoda no era hereditària sinó electiva, corresponent l'elecció a la noblesa.